# Народный дом им. А.С. Пушкина
Народный дом им. А.С. Пушкина — общественное здание во Владивостоке. Возведённое по проекту военного инженера Петра Микулина, при участии архитектора Владимира Плансона, к празднованию столетия поэта Александра Пушкина, здание стало первым народным домом в городе. 
Сегодня здание Народного дома является объектом культурного наследия Российской Федерации.     

## История
Народный дом был одним из первых типов общественных зданий, зародившихся в архитектуре российских городов в последней четверти XIX века. Народные дома предназначались для культурно-просветительской деятельности среди рабочих и строились, в основном, в крупных промышленных центрах. Первые народные дома были возведены в 1880-х годах в Москве, Нижнем Новгороде, Харькове. В них предусматривались театральные залы, библиотеки, аудитории, клубные, чайные, игровые комнаты. Строились народные дома земствами, органами местного управления, общественными организациями или частными меценатами. 
Идея строительства народного дома во Владивостоке впервые была высказана инженером Военного порта П. А. Микулиным — председателем правления Общества народных чтений в 1897 году, но экономическая обстановка в городе не способствовала возведению общественного здания. В 1899 году при подготовке к празднованию 100-летия А. С. Пушкина на первом заседании пушкинского комитета Микулин вновь поднял вопрос о Народном доме. Инженер предоставил разработанный им с помощью архитектора В.А. Плансона проект здания. Предложение было одобрено пушкинским комитетом, городской Думой и губернатором Приморской области Д. И. Субботичем. Был организован сбор пожертвований на строительство.
Под постройку здания городская управа отвела участок на пересечении улиц Госпитальной (переименованной тогда же в Пушкинскую) и Невельского (сегодня улица Володарского), расположенный между основной частью города и рабочими слободками. 7 апреля 1899 года в этом месте состоялась торжественная церемония освещения участка и закладки здания. Тогда же было принято решение присвоить будущему Народному дому имя А. С. Пушкина. Для проведения работ был создан общественный строительный комитет, в который вошли П.А. Микулин, А.П. Жариков, Н. В. Ремезов и другие активисты Общества народных чтений. Возглавил его предприниматель и меценат, один из крупнейших на Дальнем Востоке подрядчиков — М. И. Суворов.
За два строительных сезона был выстроен черновой вариант здания, но затем работы прекратились из-за русско-японской войны. Во второй половине 1905 года проводились работы по внутренней отделке помещений, на следующий год планировались работы по отделке фасадов, с предусмотренной проектом лепниной в античном стиле. Однако главный спонсор Михаил Суворов отказался продолжать финансирование, обидевшись, что не был избран депутатом Государственной Думы от рабочей курии Владивостока. Так как Общество народных чтений не смогло найти достаточно средств на продолжение строительства, здание решили использовать в незавершённом виде.   
14 сентября 1907 года состоялось торжественное открытие Народного дома имени А. С. Пушкина. Первым заведующим был назначен А. А. Бородавкин. В период 1907—1916 годов в Народном доме регулярно проводились лекции и беседы для рабочих и жителей рабочих слободок, публичные чтения произведений Пушкина, Лермонтова, Толстого, Чехова, были организованы занятия вечерней школы и курсы немецкого языка, работал самодеятельный театр, устраивались выставки самодеятельных художников. Была открыта бесплатная библиотека-читальня. 
После февральской революции 1917 года и в годы Гражданской войны Дом Пушкина стал центром деятельности революционных партий — социал-демократов и эсеров. В нём проводили митинги, съезды, партийные, профсоюзные, комсомольские конференции. С марта по ноябрь 1917 года здесь располагался первый Владивостокский совет рабочих и солдатских депутатов, а 12 декабря 1917 года лидер большевиков Константин Суханов объявил о переходе власти в Приморской области к Советам рабочих, солдатских и крестьянских депутатов. После освобождения Приморья от интервентов и белогвардейцев Народный дом передали коллективу «Дальзавода» и он стал именоваться «Рабочим клубом Металлистов». В 1924 году получил название «Клуб имени Ильича». 
Решением Приморского крайисполкома № 332 от 11 апреля 1980 года здание поставлено на государственный учет как памятник советской истории, а решением крайисполкома № 125 от 27 февраля 1989 года принято под государственную охрану как памятник архитектуры регионального значения.
В 2000-е годы здание находилось в заброшенном состоянии, постепенно разрушаясь. В 2009 году трёхэтажное здание площадью 1918 кв. м. было передано в оперативное управление Дальневосточному государственному институту искусств под реконструкцию и приспособление под новый учебный корпус. Реставрация дома, начавшаяся в 2017 году, в конце 2018 года была приостановлена, а в 2020 году на её завершение из федерального бюджета выделены дополнительные средства.